# سیارک ۱۴۸۲۹
سیارک ۱۴۸۲۹ (به انگلیسی: 14829 Povalyaeva، نامگذاری:1986TR11) چهارده هزار و هشتصد و بیست و نهمین سیارک کشف شده‌است که در ۳ اکتبر ۱۹۸۶ کشف شد.
قدر مطلق سیارک برابر ۲۵.۷ است.